# Нову-Оризонті (мікрорегіон)
Нову-Оризонті (порт. Microrregião de Novo Horizonte) — адміністративно-статистичний мікрорегіон в Бразилії, розташований на півночі штату Сан-Паулу. Належить до мезорегіону Сан-Жозе-ду-Ріу-Прету. Мікрорегіон Нову-Оризонті має населення 79 222 жителів на площі 2435,1 км², і складається з 6 муніципалітетів. Центром мікрорегіону є  муніципалітет Нову-Оризонті.